# Normalisation (sociologie)
En sociologie, la normalisation est un processus social par lequel des idées et des actes finissent par être perçus comme « normaux » et tenus pour acquis ou « naturels » dans la vie quotidienne. Divers comportements humains sont accueillis comme relevant de la normalité, comme pleurer la perte d'un être cher, éviter le danger et s'abstenir d'anthropophagie.

## Selon Michel Foucault
Le concept de normalisation est présent dans les travaux de Michel Foucault, en particulier dans Surveiller et punir, dans le cadre de sa vision du pouvoir de surveillance. Dans les propos de Foucault, la normalisation repose sur la construction d'une norme comportementale idéalisée — par exemple, la manière idéale dont un bon soldat doit se tenir, marcher, présenter les armes, etc, dans les moindres détails — et les personnes sont récompensées pour leur adéquation à cet idéal, ou châtiées si elles en dévient,. Selon Foucault, la normalisation s'inscrit dans un ensemble de tactiques visant à exercer un contrôle social maximal avec un coût minimal de force, ce que l'auteur appelle le « pouvoir disciplinaire ». La pratique du pouvoir disciplinaire émerge au cours du XIXe siècle puis elle s'étend abondamment dans les casernes militaires, les hôpitaux, asyles, écoles, usines, bureaux (etc.) et devient une pierre angulaire de la structure sociale des sociétés modernes.
Dans Sécurité, territoire, population, discours prononcé en 1978 au Collège de France, Foucault propose la définition suivante de la normalisation :

« La normalisation disciplinaire consiste à poser d’abord un modèle, un modèle optimal qui est construit en fonction d’un certain résultat, et l’opération de la normalisation disciplinaire consiste à essayer de rendre les gens, les gestes, les actes conformes à ce modèle, le normal étant précisément ce qui est capable de se conformer à cette norme et l’anormal, ce qui n’en est pas capable. En d’autres termes, ce qui est fondamental et premier dans la normalisation disciplinaire, ce n’est pas le normal et l’anormal, c’est la norme. Autrement dit, il y a un caractère primitivement prescriptif de la norme et c’est par rapport à cette norme posée que la détermination et le repérage du normal et de l’anormal deviennent possibles. »

## Théorie du processus de normalisation
La théorie du processus de normalisation (en) est une théorie intermédiaire (en) utilisée principalement en sociologie médicale et dans les études des sciences et technologies pour offrir un cadre permettant de comprendre les processus sociaux par lesquels de nouvelles manières de penser, de travailler et de s'organiser sont régulièrement intégrée dans le travail quotidien. La théorie du processus de normalisation émane des études empiriques sur l'innovation technologique (en) dans le domaine des soins, principalement pour l'évaluation des interventions (en) complexes.

## Influences sur le comportement
Dans un monde en évolution constante, de nombreux facteurs peuvent affecter la situation d'un individu. Les influences sociales, comme les expériences passées, l'environnement, la force mentale, la vigueur physique, l'entourage ou les médias peuvent produire leurs effets sur le comportement d'une personne. Une personne peut choisir de laisser certains facteurs l'influencer. Cette attitude déterminer si l'individu est capable — ou non — de prendre une décision rationnelle. Certaines personnes, qui acceptent d'être influencées dans leurs choix, ne parviennent pas à saisir les conséquences de leurs actes.

### Humeur et affects
Les gens peuvent agir sous l'influence de leurs humeurs. Le jugement et le bien-être émotionnel (en) d'une personne dépendent de son humeur. Une humeur négative peut affecter la productivité d'une personne, ce qui se reflétera dans ses performances. En revanche, une humeur positive peut rendre une personne plus active et productive.

### Développement des enfants
Les enfants développent leur comportement en se référant à leur famille, à leurs amis et aux médias. Un enfant ne sait pas toujours s'il agit selon ou contre les conventions. Les jeunes ont besoin d'apprendre, par l'expérience, si leurs actions sont convenables ou non. Il revient aux parents d'enseigner aux enfants si un comportement est socialement acceptable ou inacceptable. À mesure que l'enfant grandit et devient un jeune adulte, son comportement est largement influencé par ses amis. Il devient plus difficile pour les parents de dicter la bonne conduite à leur enfant.

### Role models
Les adolescents et les jeunes adultes se réfèrent souvent à des role models, d'après lequel ils agissent, s'expriment, s'habillent et se conduisent. Cette référence peut aussi bien être négative que positive. Les role models peuvent produire une influence positive si le jeune est incité à s'appliquer pour réussir dans sa vie. Les role models positifs sont des personnes qui surmontent des obstacles, inspirent autrui et remportent des victoires. Néanmoins, les role models négatifs peuvent conduire à des comportements néfastes comme le harcèlement, l'usage de drogues ou la triche, ce qui provoquera un échec de la personne influencée. Ces jeunes adultes risquent d'apprendre à éviter les problèmes au lieu de les régler.

## Exemples de comportement normal

### Homosexualité
Au XXe siècle, l'homosexualité n'était pas perçue comme un comportement normal et les personnes éprouvant une attirance pour les représentants du même sexe étaient considérées comme différentes ; elles subissaient de graves discriminations. Au fil des ans, l'homosexualité est devenue mieux accueillie dans des pays comme les États-Unis, le Canada, etc.

### Rire
Le rire est un indice d'acceptation sociale et de confiance dans un groupe. C'est pour cette raison que le rire est souvent contagieux et qu'il est inhabituel de voir une personne rire seule.